# هيليندورن
هيليندورن Hellendoorn  هي بلدية ومدينة بمقاطعة أوفرآيسل  شرق هولندا.

## طوبوغرافيا
خريطة طوبوغرافية هولندية لبلدية هيليندورن، يونيو 2015، (تقرأ بعد ثلاث نقرات على الخريطة).

## أعلام
- جيفري هوغلاند
- إرنست باكر
- روب هارملينغ